# Okularek czarnogłowy
Okularek czarnogłowy (Rhegmatorhina gymnops) – gatunek małego ptaka z podrodziny chronek (Thamnophilinae) w rodzinie chronkowatych (Thamnophilidae). Występuje endemicznie we wschodniej Amazonii w jej brazylijskiej części. Narażony na wyginięcie.

## Taksonomia
Gatunek opisał po raz pierwszy Robert Ridgway w roku 1888 pod nazwą Rhegmatorhina gymnops, na podstawie holotypu z Santarém. Nazwa jest obecnie (2020) akceptowana przez IOC. Monotypowy.

## Morfologia
Długość ciała wynosi około 13,5–14,5 cm, z czego blisko 5,9 cm przypada na ogon. Skrzydło mierzy 7,9 cm. Występuje nieznaczny dymorfizm płciowy. U obu płci obecna jest naga obrączka oczna barwy szarozielonkawej i dość dobrze widoczny czub. U samca cała głowa i pierś czarnoszara. Wierzch ciała i sterówki żółtobrązowe o rudym odcieniu, skrzydła bardziej czerwonawe. Spód ciała za piersią przybiera barwę szarobrązową, najintensywniej brązową na bokach. Pokrywy podskrzydłowe szarobrązowe. U samicy głowa i gardło czarnobrązowe, a spód ciała żółtawobrązowy. Masa ciała to 27–30 g.

## Zasięg występowania
Okularek czarnogłowy jest endemitem Brazylii, gdzie występuje w południowo-wschodnich rejonach Amazonii. Spotykany między wschodnim wybrzeżem Tapajós a rzeką Iriri; na południu zasięg sięga do rzeki Teles Pires. Występuje w podszycie wilgotnych nizinnych lasów wiecznie zielonych. Spotykany do 400 m n.p.m. W okolicach Alta Floresta występuje zarówno w lasach terra firme, jak i tych typu várzea.

## Pożywienie

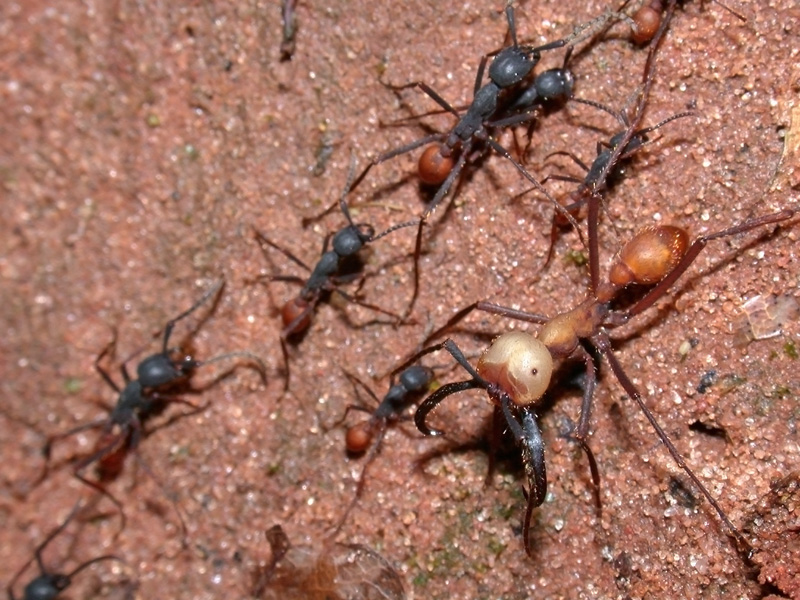
Okularek czarnogłowy podąża za mrówkami nomadycznymi, szczególnie przedstawionymi na zdjęciu Eciton burchellii

Żywi się różnorodnymi owadami i innymi stawonogami. Łapie zdobycz niemal wyłącznie wtedy, gdy podąża za mrówkami określanymi jako army ants (mrówki koczujące), które wypłasza. Do stwierdzonego pokarmu okularka czarnogłowego zalicza się przedstawicieli świerszczowatych, karaczanowate, szarańczowate, pająki i pareczniki. Podąża szczególnie za mrówkami z gatunku Eciton burchellii. Nad rankiem okularki wyruszają parami, pojedynczo lub w grupach rodzinnych, by szukać przechodzących mrówek, lub sprawdzają ich stałe trasy. Szukają ich na wysokości do 2 m. Osobniki głosowo dają znać o potencjalnym źródle pożywienia, reagując także na głos innych gatunków ptaków, które preferują taki sposób znajdywania pokarmu. Niekiedy okularek czarnogłowy przegania ptaki swojego gatunku (lub też niektórych innych) z gałęzi nad najlepszym miejscem do żerowania. Dominuje wobec pręgopiórków północnych (Willisornis poecilinotus) i węglarza białokarkowego (Pyriglena leuconota) – które żerują wyłącznie tak, jak okularek czarnogłowy – oraz gatunków traktujących ten sposób żerowania jako jeden z wielu, w taki sam sposób jak czarnoliczek białobrzuchy (Myrmoborus myotherinus) i białobrewy (M. leucophrys). Uległy wobec gatunków większych od niego, jak gołook plamisty (Phlegopsis nigromaculata), tęgoster prążkowany (Dendrocolaptes certhia) i mieczonos płowy (Xiphorhynchus guttatus).

## Głos
Pieśń to krótka seria (np. 5 dźwięków po 2,8 sekundy) gwizdów, pierwszy dźwięk najdłuższy, drugi najkrótszy i najniższy, kolejne zaś wzrastają w wysokości i długości. Do zawołań należy ostre, wibrujące czirr oraz nagłe, szorstkie czip.

## Lęgi
Biologia rozrodu słabo poznana. Sezon lęgowy trwa najpewniej w listopadzie i grudniu. W Palhao w okresie od 28 stycznia do 3 lutego obserwowano żebrzącego o pokarm młodego ptaka, który był karmiony przez samca. Miał jasne zajady i niebieskawą nagą skórę na małym obszarze głowy po bokach. Pierzenie z szaty młodocianej na dorosłą zachodzi od marca do czerwca. Z zachowań godowych stwierdzono karmienie samicy przez samca.

## Status i zagrożenia
Przez IUCN gatunek od 2012 roku klasyfikowany jest jako narażony (VU, Vulnerable); wcześniej, od 2000 roku miał status najmniejszej troski (LC, Least Concern), a od 1988 roku uznawany był za gatunek bliski zagrożenia (NT, Near Threatened). Trend liczebności populacji uznawany jest za spadkowy. Zagrożeniem dla gatunku jest wylesianie, szczególnie w stanie Pará oraz w Mato Grosso. Na pewnym fragmencie leśnym o powierzchni 230 ha populacja gatunku wymarła 17 lat po tym, jak fragment oddzielono od Amazonii; wymarły wtedy także mrówki Eciton burchellii. Prawdopodobnie, jeśli intensywność wylesiania nie zmieni się, przez najbliższe 14 lat (3 pokolenia) gatunek straci 32,8–36% powierzchni środowiska, jakie zasiedla.